# Glypta rhyacioniae
Glypta rhyacioniae är en stekelart som beskrevs av Walley och Barron 1977. Glypta rhyacioniae ingår i släktet Glypta och familjen brokparasitsteklar. Inga underarter finns listade i Catalogue of Life.